# Сталь-2

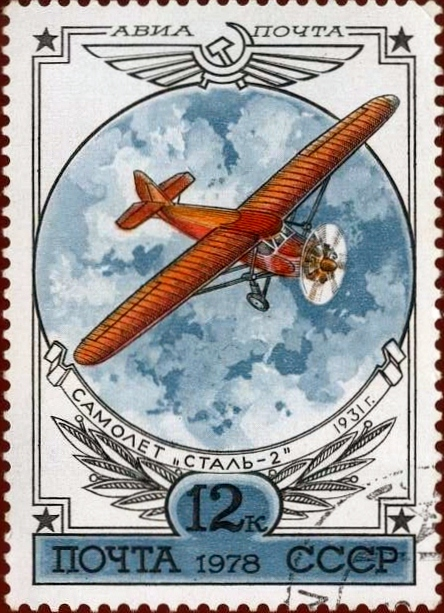
Сталь-2 на советской марке

«Сталь-2» — советский ближнемагистральный пассажирский самолёт с одним поршневым двигателем воздушного охлаждения разработки КБ инженера Путилова (НИИ ГВФ).

## История
В конце 1920-х и начале 1930-х годов при строительстве большинства самолётов применялся лёгкий алюминиевый сплав дюралюминий. Но из-за нехватки производственных мощностей и отсутствия в СССР некоторых компонентов, входящих в состав дюралюминия, большую часть этого сплава приходилось импортировать.
В связи с острой нехваткой дюралюминия и возникла идея испробовать в качестве авиационного конструкционного материала нержавеющую сталь. Это было особенно важно для гражданской авиации, так как эксплуатируемые деревянно-фанерные самолёты в наши климатических условиях были недолговечны, а дефицитный дюралюминий уходил почти целиком в ВВС.  
Исследовательские работы показали, что наилучшие перспективы применения конструкционного материала в авиастроении имеет нержавеющая сталь. Советские металлурги исследовали множество образцов нержавеющей стали, в том числе и с приобретёнными в Германии марками крупповской нержавеющей стали, но лучшие показатели были у отечественной хромоникелевой стали «Энерж-6». 
Инженеры-металлурги разработали технологии, позволяющие создавать профилированные детали из тонкой листовой нержавейки. Холодный прокат был налажен на заводе «Серп и Молот». Также была отработана технология контактной, точечной, роликовой, стыковой электросварки из тонких стальных листов. 
В начале 1930 года при Главной инспекции гражданского воздушного флота был организован Отдел опытного самолётостроения (ОСС), который возглавил А. И. Путилов, раннее работавший с А. Н. Туполевым. Этому отделу была поставлена задача создать однодвигательный, простой в обслуживании, стальной пассажирский самолёт, рассчитанный на одного лётчика и четырёх пассажиров. Самолёт также предполагалось использовать для аэрофотосъёмки и в сельскохозяйственной авиации.  
Первый испытательный полёт самолёт (прототип с американским двигателем Wright J-6-7), получивший название «Сталь-2», совершил 11 октября 1931 года под управлением лётчика-испытателя Эдуарда Ивановича Шварца. После незначительных доработок самолёт запустили в серийное производство. Специально для запуска самолёта в серию был построен машиностроительный завод № 81 в Тушино. Первый серийный самолёт с цельностальной сварной конструкцией был выпущен в 1934 году. Всего было построено 111 самолетов «Сталь-2».
В начале 1932 года самолёт «Сталь-2» совершил перелёт по маршруту Москва — Рязань — Козлов — Тамбов, расстояние 450 км он преодолел за 2 часа 25 минут со средней скоростью 186 км/ч. В Аэрофлоте самолёт использовался на авиалинии Москва — Одесса, эксплуатировался также в Архангельской области и в Таджикистане, участвовал в экспедициях Полярной авиации.
16 ноября 1934 года СССР впервые принял участие в международном Парижском авиасалоне, показав среди прочих летательных аппаратов (Р-5, АИР-9) самолёт «Сталь-2».
Выпускалась версия, отличавшаяся использованием флаперонов («Сталь-2 бис»).

## Конструкция
Аэродинамическая схема — подкосный моноплан (высокоплан) смешанной конструкции с неубирающимся шасси и однокилевым оперением. 
Особенностью самолёта являлось изготовление сварного каркаса из нержавеющей стали марки «Энерж-6». Обшивка плоскостей, оперения и хвостовой части фюзеляжа — полотно, боковых частей фюзеляжа — фанера, передняя часть фюзеляжа — дюраль.
Экипаж — 1 человек, пассажировместимость — 4 человека.
- Фюзеляж — типа полумонокок, прямоугольного сечения со скругленным верхом. Каркас, ферменный в плоскости бортов и расчалочный в остальных плоскостях, образовывался из гофрированных труб, балок прямоугольного сечения и лент-расчалок. Материал — тонкостенная нержавеющая сталь марки «Энерж-6». Лонжероны фюзеляжа представляют собой четыре мощных продольных стержня, расположенных по углам сечения, остальное стойки. В верхней части фюзеляжа расположен гаргрот обтекаемой формы. Обшивка фюзеляжа — фанера и полотно, пропитанное аэролаком. Сверху фюзеляжа установлен центроплан, образованней пятью нервюрами[1]. Впереди фюзеляжа расположен моторный отсек; за ним, под колпаком фонаря, пилотская кабина. Кресло пилота с системой привязных ремней смонтировано с левой стороны под колпаком фонаря. Перед пилотом по всей ширине фюзеляжа — приборная доска. Затем пассажирский салон с четырьмя креслами или двумя двухместными диванами. За пассажирской кабиной отсек для багажа, почты и грузов. Входная дверь установлена на левом борту[1].
- Крыло — двухлонжеронное. Состоит из центроплана и двух отъёмных консолей. Силовой набор крыла состоит из лонжеронов, изготовленных из гофрированной листовой стали марки «Энерж-6» толщиной 1,5 мм, и нервюр толщиной 1,0 мм. Каждая из консолей устанавливается с помощью двух подкосов, снабженных контрподкосами. Подкосы и контрподкосы каплеобразного сечения из листовой нержавейки. Обшивка — полотно, пропитанное азролаком[1].
- Хвостовое оперение — подкосной схемы, однокилевое. Основной конструкционный материал — тонкая нержавеющая сталь. Горизонтальное оперение — подкосный стабилизатор, эллиптической формы в плане, с рулём высоты. Стабилизатор неразъёмный. Силовой каркас состоит из двух лонжеронов и восемнадцати нервюр. Лонжероны и нервюры соединены крестообразными расчалками из стальной проволоки. Руль высоты состоит из лонжерона, восьми нервюр, передней и задней кромок. Отклоняемый в полете стабилизатор обеспечивал требуемую весовую балансировку самолета. Вертикальное оперение — киль с рулём направления. Конструктивно вертикальное оперение аналогично конструкции горизонтального оперения. Обшивка всего оперения представляет собой полотно, покрытое несколькими слоями эмалита[1].
- Шасси — двухстоечное, полуосное с хвостовым костылём. Основные стойки снабжены резиновой пластинчатой амортизацией. На полуосях установлены два стандартных колеса 800 × 150 мм. Ширина колеи 3000 мм[1].
- Силовая установка — поршневой звездообразный семицилиндровый двигатель воздушного охлаждения М-26, мощностью 300 л. с. Воздушный винт — деревянный двухлопастный диаметром 2,65 м и шагом 2 мм. Топливные баки объёмом 300 литров располагались в крыле. Двигатель устанавливался на ферменную кольцевую мотораму, изготовленную из стальных труб. Весь двигатель, за исключением головок цилиндров, был закрыт дюралевым капотом[1].
- Приборное оборудование — перед пилотом на приборной доске были установлены: указатель скорости, указатель поворотов, тахометр, альтиметр, термометр масла, манометр масла, манометр бензобака[1].

## Лётно-технические характеристики
| Параметр                           | Показатель         |
| ---------------------------------- | ------------------ |
| Длина, м                           | 9,74               |
| Размах крыла, м                    | 15,25              |
| Площадь крыла, м²                  | 31,0               |
| Двигатель                          | «М-26» или «МГ-31» |
| Мощность двигателя, л.с. / об.мин. | 300 / 1850         |
| Макс. скорость, км/ч               | 205                |
| Крейсерская скорость, км/ч         | 170                |
| Дальность полёта, км               | 750                |
| Потолок, м                         | 6000               |
| Максимальная взлётная масса, кг    | 1805               |
| Масса пустого, кг                  | 1030               |

## Аварии
Известно об одном крушении самолёта «Сталь-2» с бортовым знаком L1196 в 1935 году. 10 марта самолёт 33 отряда Северного управления ГВФ вылетел из а/п Котлас по маршруту Котлас – Сыктывкар и в 14:05, попав в снежную бурю, из-за дезориентации пилота разбился в 1 км юго-восточнее деревни Слободчиково (Ленский район). Погибли все находившиеся на борту — 2 члена экипажа и пассажир.

## Развитие проекта

### Сталь-3
«Сталь-3» представлял собой развитие самолёта «Сталь-2». Он отличался бо́льшими размерами и более мощным двигателем (М-22). Благодаря этому «Сталь-3» при той же посадочной скорости развивал максимальную скорость до 240 км/час, потолок увеличился до 6550 м, а дальность полёта возросла до 960 км, количество пассажиров — 6. Крыло большой площади (34,8 квадратных метров) имело щелевые элероны и закрылки. Тормозные колёса закрывались обтекателями.
Опытный образец «Сталь-3» был выпущен в 1933 году. Серийных за 1935—1936 гг. было 79 экземпляров.
Эксплуатация самолётов «Сталь-2» и «Сталь-3» показала, что они вполне удовлетворяют своему назначению. Однако ожидавшиеся от них особо длительные сроки службы не оправдались. Сама нержавеющая сталь могла служить десятки лет, но сварочные точки, болты и другие детали ржавели, а полотно требовало достаточно частой замены. Поэтому самолёты «Сталь» должны были проходить ремонт, как и всякие другие. Применение нержавеющей стали как преобладающего конструкционного материала в этом смысле себя не оправдало. Но разработка методов сварки и обращения с нержавеющей сталью была крупным достижением.